# Nederländernas Grand Prix 1960

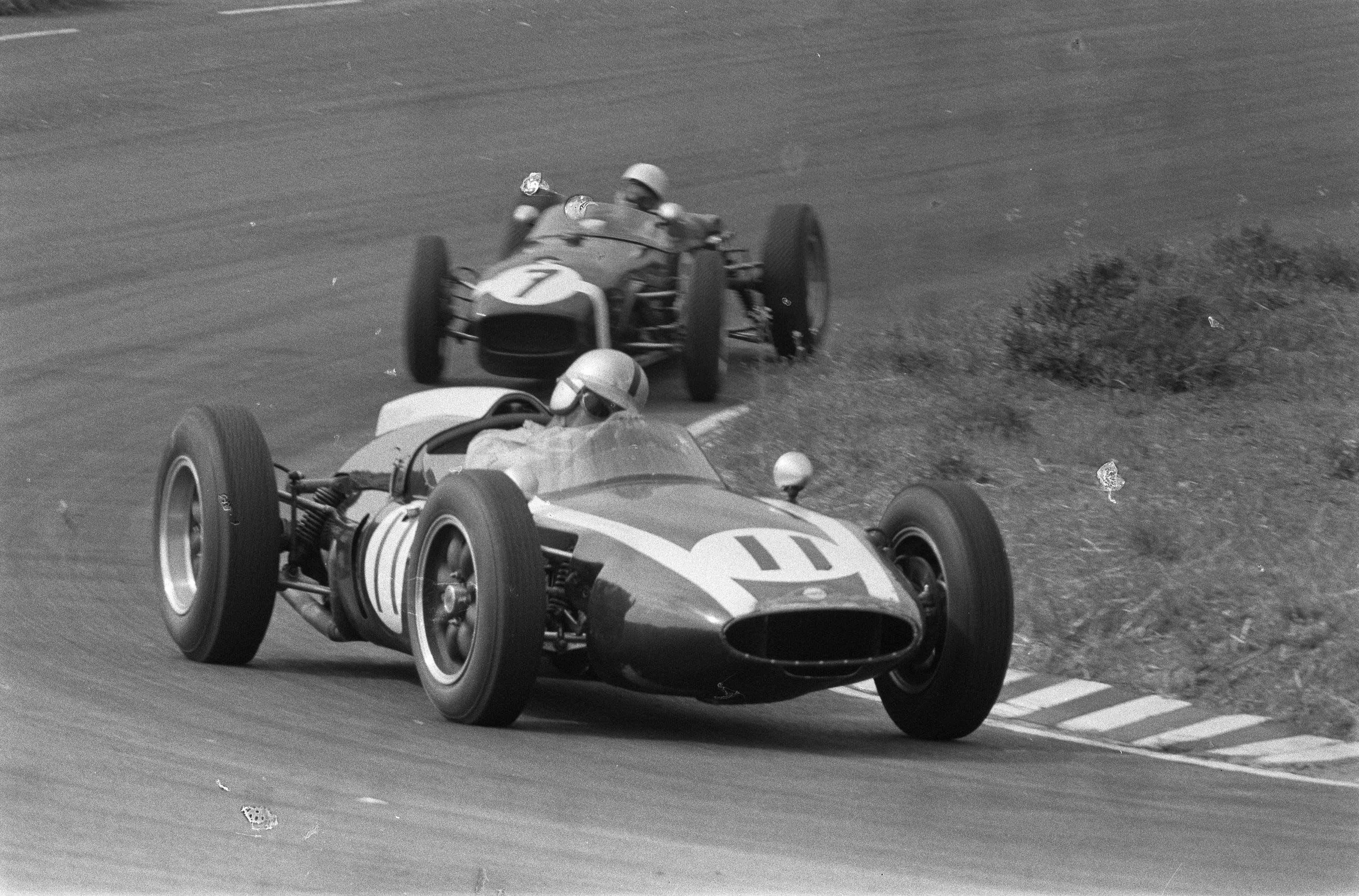
Jack Brabham vann loppet med sin Cooper-Climax.

Nederländernas Grand Prix 1960 var det fjärde av tio lopp ingående i formel 1-VM 1960. 

## Resultat
1. Jack Brabham, Cooper-Climax, 8 poäng
2. Innes Ireland, Lotus-Climax, 6
3. Graham Hill, BRM, 4
4. Stirling Moss, R R C Walker (Lotus-Climax), 3
5. Wolfgang von Trips, Ferrari, 2
6. Richie Ginther, Ferrari, 1
7. Henry Taylor, Reg Parnell (Cooper-Climax)
8. Carel Godin de Beaufort, Ecurie Maarsbergen (Cooper-Climax)

### Förare som bröt loppet
- Alan Stacey, Lotus-Climax (varv 57, transmission)
- Joakim Bonnier, BRM (54, motor)
- Phil Hill, Ferrari (54, motor)
- Jim Clark, Lotus-Climax (42, transmission)
- Maurice Trintignant, Scuderia Centro Sud (Cooper-Maserati) (39, växellåda)
- Dan Gurney, BRM (11, olycka)
- Chris Bristow, Reg Parnell (Cooper-Climax) (9, motor)
- Bruce McLaren, Cooper-Climax (8, transmission)
- Tony Brooks, Reg Parnell (Cooper-Climax) (4, växellåda)

### Förare som ej startade
- Roy Salvadori, Aston Martin
- Masten Gregory, Scuderia Centro Sud (Cooper-Maserati)
- Lance Reventlow, Scarab
- Chuck Daigh, Scarab